# Hubei
Lo Hubei (湖北S, HúběiP, Hu-peiW, postale: Hupeh) è una provincia centrale della Repubblica Popolare Cinese. 
La sua abbreviazione è 鄂 (pinyin: È), un antico nome associato con la parte est della provincia fin dai tempi della dinastia Qin. Il nome Hubei significa "a nord del lago" riferendosi al fatto che lo Hubei si trova a nord del lago Dongting.

## Geografia
Lo Hubei confina con Henan a nord, Anhui a est, Jiangxi a sudest, Hunan a sud, Chongqing a ovest e Shaanxi a nordovest. 
La Diga delle Tre Gole è situata a Yichang nello Hubei occidentale. Lo Hubei è conosciuto anche con il nome di Chu (in cinese 楚), in ricordo del potente stato di Chu, che esisteva in questa regione durante la Dinastia Zhou. 
Nel 2009 è stato inaugurato nella contea di Badong il ponte Siduhe, un ponte a sospensione che con un'altezza di 472 metri è attualmente il secondo ponte più alto del mondo.

## Amministrazione
La suddivisione della provincia dello Hubei è articolata sui seguenti tre livelli: prefetture (地区 dìqū), a loro volta suddivise in contee (县 xiàn), che a loro volta sono suddivise in città (镇 zhèn).
- 13 prefetture (地区 dìqū)
  - 12 città con status di prefettura
  - 1 prefettura autonoma
- 102 contee (县 xiàn)
  - 24 città con status di contea (县级市 xiànjíshì)
  - 37 contee
  - 2 contee autonome (自治县 zìzhìxiàn)
  - 38 distretti (市辖区 shìxiáqū)
  - 1 distretto forestale
- 1220 città (镇 zhèn)
  - 733 città (镇 zhèn)
  - 201 comuni (乡 xiāng)
  - 9 comuni etnici (民族乡 mínzúxiāng)
  - 277 sotto-distretti (街道办事处 jiēdàobànshìchù)

Mappa della suddivisione amministrativa della provincia dello Hubei
| Mappa | #                    | Nome                 | Hanzi                          | Hanyu Pinyin              | Amministrazione     | Tipo |
| ----- | -------------------- | -------------------- | ------------------------------ | ------------------------- | ------------------- | ---- |
|       |                      |                      |                                |                           |                     |      |
| 1     | Wuhan                | 武汉市               | Wǔhàn Shì                      | Distretto di Jiang'an     | Città-prefettura    |      |
| 2     | Ezhou                | 鄂州市               | Èzhōu Shì                      | Distretto di Echeng       | Città-prefettura    |      |
| 3     | Huanggang            | 黄冈市               | Huánggāng Shì                  | Distretto di Huangzhou    | Città-prefettura    |      |
| 4     | Huangshi             | 黄石市               | Huángshí Shì                   | Distretto di Huangshigang | Città-prefettura    |      |
| 5     | Jingmen              | 荆门市               | Jīngmén Shì                    | Distretto di Dongbao      | Città-prefettura    |      |
| 6     | Jingzhou             | 荆州市               | Jīngzhōu Shì                   | Distretto di Shashi       | Città-prefettura    |      |
| 7     | Shiyan               | 十堰市               | Shíyàn Shì                     | Distretto di Zhangwan     | Città-prefettura    |      |
| 8     | Suizhou              | 随州市               | Suízhōu Shì                    | Distretto di Zengdu       | Città-prefettura    |      |
| 9     | Xiangyang            | 襄樊市               | Xiāngfán Shì                   | Distretto di Xiangcheng   | Città-prefettura    |      |
| 10    | Xianning             | 咸宁市               | Xiánníng Shì                   | Distretto di Xian'an      | Città-prefettura    |      |
| 11    | Xiaogan              | 孝感市               | Xiàogǎn Shì                    | Distretto di Xiaonan      | Città-prefettura    |      |
| 12    | Yichang              | 宜昌市               | Yíchāng Shì                    | Distretto di Xiling       | Città-prefettura    |      |
| 13    | Enshi (Tujia e Miao) | 恩施土家族苗族自治州 | Ēnshī Tǔjiāzú Miáozú Zìzhìzhōu | Città di Enshi            | Prefettura autonoma |      |
| 14    | Tianmen              | 天门市               | Tiānmén Shì                    | Tianmen                   | Sub-prefettura      |      |
| 15    | Qianjiang            | 潜江市               | Qiánjiāng Shì                  | Qianjiang                 | Sub-prefettura      |      |
| 16    | Xiantao              | 仙桃市               | Xiāntáo Shì                    | Xiantao                   | Sub-prefettura      |      |
| 17    | Shennongjia          | 神农架林区           | Shénnóngjià Línqū              | Shennongjia               | Distretto forestale |      |

## Storia

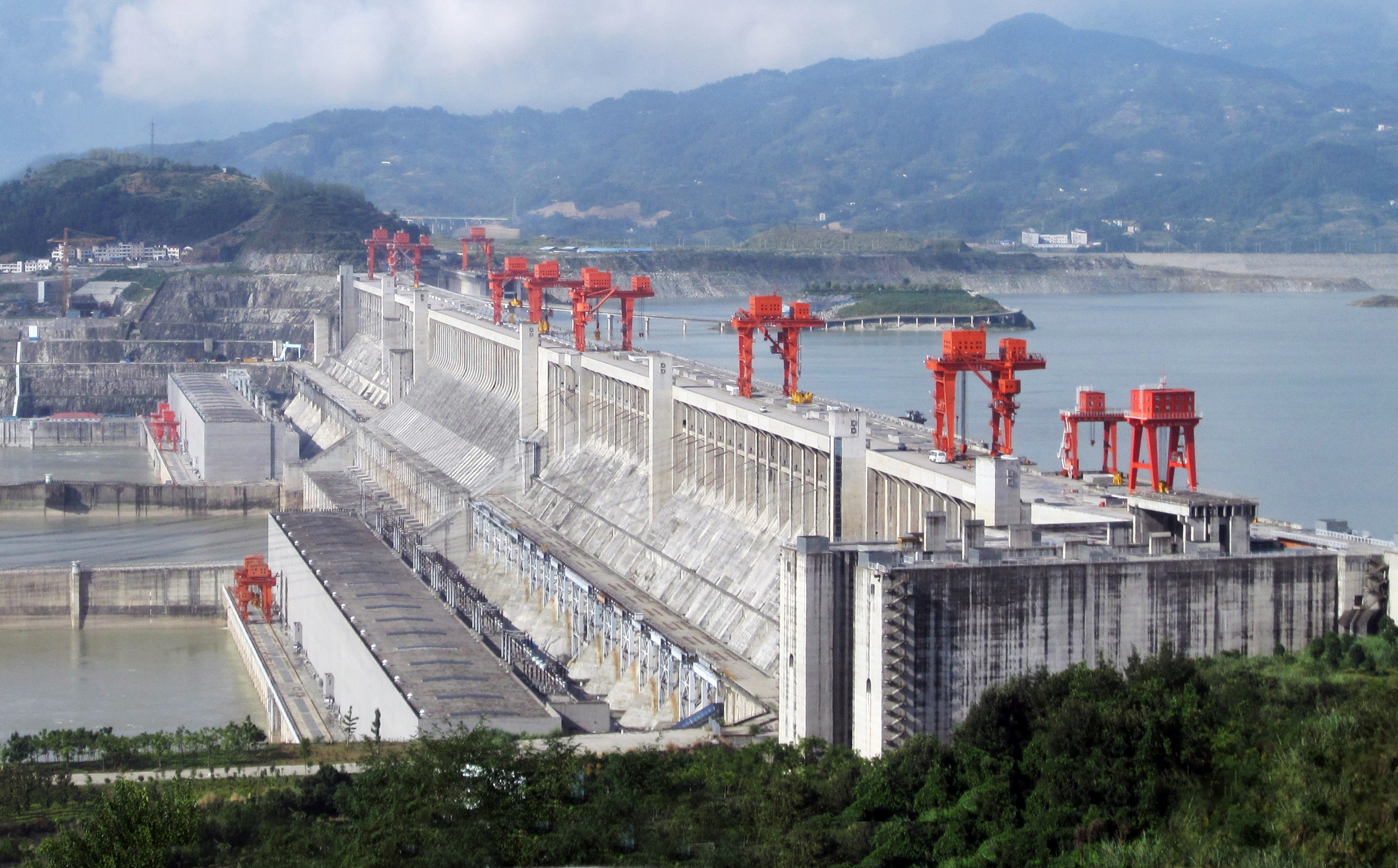
Diga delle Tre gole sul fiume Azzurro

Dal tempo del Periodo delle primavere e degli autunni (770 a.C. - 476 a.C.) l'Hubei fu patria del potente Stato di Chu. Nominalmente era uno stato vassallo della Dinastia Zhou, ma deteneva il controllo di gran parte del fiume Yangtze.
Durante il Periodo dei regni combattenti lo Stato di Chu divenne il principale avversario del nascente Stato di Qin in quella che oggi è la provincia nord-occidentale di Shaanxi, che stava iniziando ad espandere il proprio territorio. Allo scoppio del conflitto il regno di Chu perse gradualmente gran parte dei suoi possedimenti, ad iniziare dal bacino di Sichuan nel 278 a.C. Nel 223 a.C. lo Stato di Qin conquistò quello che restava del nemico, che divenne la prima vittima delle mire espansioniste di Qin, il quale avrebbe conquistato tutta la Cina.
Nel 221 a.C. fu fondata la dinastia Qin, che vide il sorgere della prima nazione unificata della Cina. La dinastia Qin venne spodestata dalla dinastia Han, la quale creò nell'Hubei la provincia di Jingzhou, che comprendeva anche il territorio dell'attuale Hunan. Con la fine della dinastia Han al termine del III secolo la provincia di Jingzhou fu governata da un signore della guerra locale, Liu Biao, e dopo la sua morte i suoi discendenti cedettero i loro possedimenti al potente signore delle regioni settentrionali Cáo Cāo. Tuttavia, dopo la battaglia delle Scogliere Rosse, i signori della guerra Liu Bei e Sun Quan scacciarono Cáo Cāo dalla provincia di Jingzhou, che finì sotto il controllo di Liu Bei, sconfitto però dal suo antico alleato Sun Quan, al quale quindi passò il governo dello Jingzhou, che nei decenni successivi divenne parte del Regno Wu, creato da Sun Quan e retto dai suoi successori.
Nel dicembre del 2019 Wuhan è stata teatro dello scoppio della pandemia di SARS-CoV-2, e ad inizio 2020 diverse città della regione sono state poste in quarantena parziale o completa. Le autorità hanno rimosso le restrizioni il 25 marzo 2020 in alcune delle zone della provincia; nelle zone più colpite il blocco è stato rimosso l'8 aprile 2020.